# La compagna di viaggio
Pour plus de détails, voir Fiche technique et Distribution.
La compagna di viaggio est un film italien réalisé par Ferdinando Baldi et sorti en 1980.

## Synopsis
Un baron, avec la complicité d'une starlette, organise l'attaque du wagon blindé dans un train. Le coup réussit, mais le butin est gaspillé pour réaliser un film, une super-production. Le baron tente alors de voler des valeurs sur un bateau, mais une grève improvisée des marins fait échouer le plan. Il monte alors le projet de s'emparer d'un chargement de diamants dans un avion à destination d'Amsterdam.